# Arnold Böcklin

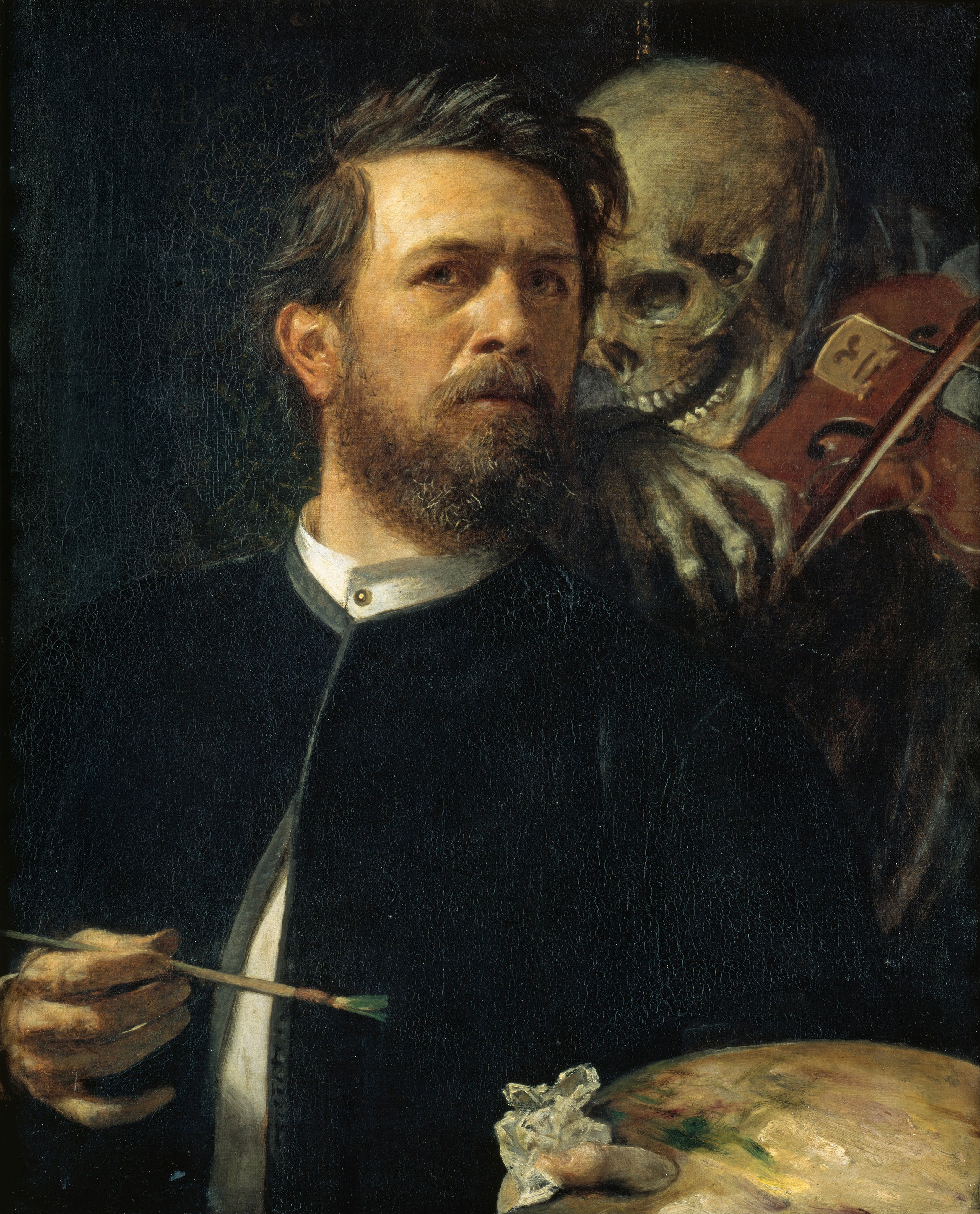
Autoretrat

Arnold Böcklin (Basilea, 16 d'octubre de 1827 - Fiesole, 16 de gener de 1901) va ser un pintor suís enquadrat en el romanticisme tardà, marcadament simbolista.

## Biografia

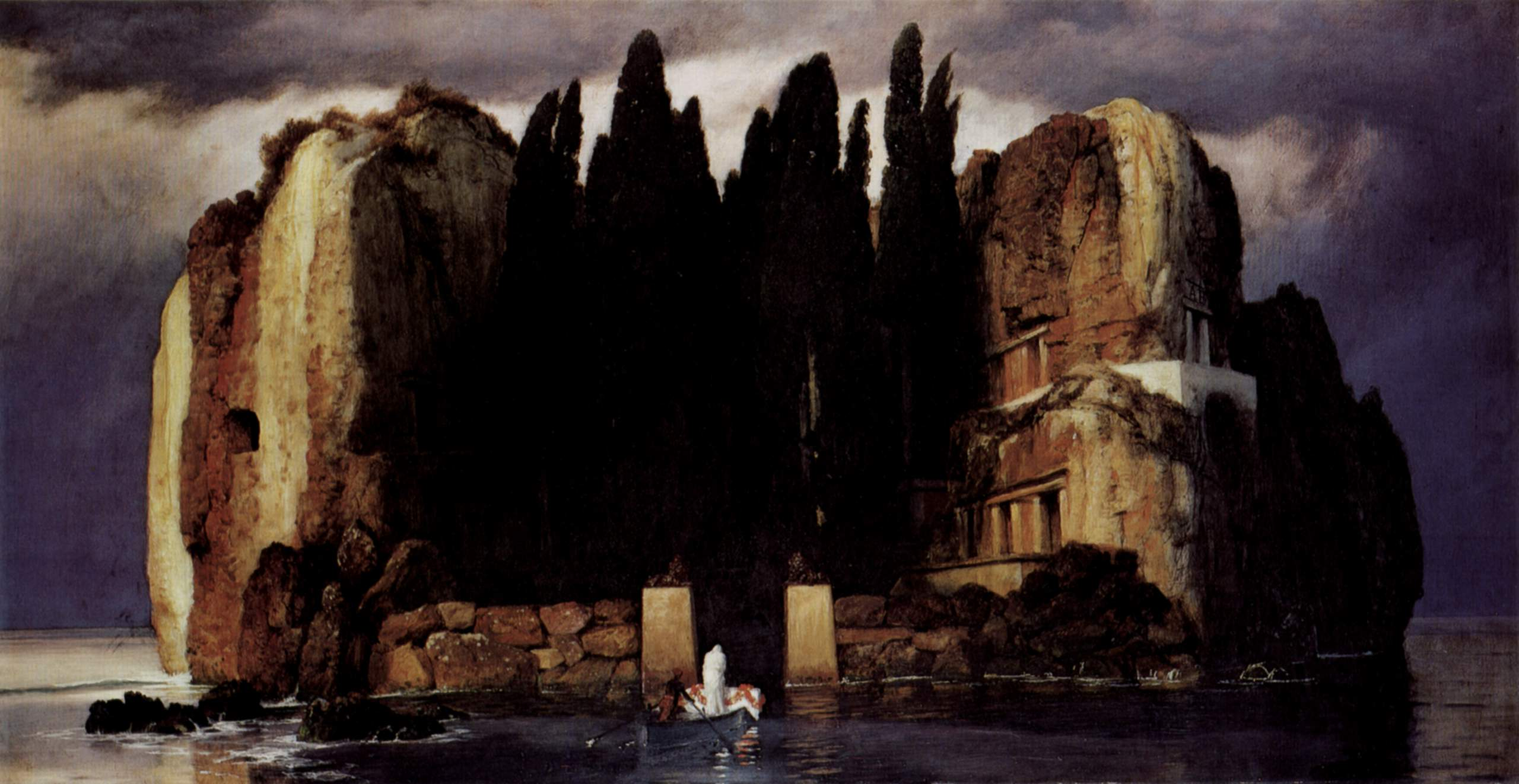
L'illa dels morts' (Die Toteninsel)

Va estudiar a Düsseldorf, on va conèixer Ludwig Andreas Feuerbach. Encara que va començar com un pintor de paisatges, els seus viatges al llarg de Brussel·les, Zúric, Gènova i Roma el van exposar a l'art renaixentista i a l'atmosfera del Mediterrani, la qual cosa va conduir a una inclusió de figures mitològiques i alegòriques en la seva obra. El 1866, va residir a Basilea; el 1871 a Múnic; el 1885 a Hottingen (Suïssa) i, al final de la seva vida, a Fiesole, prop de Florència.
Influït pel romanticisme, però dins l'estètica pròpia de l'art nouveau, en les seves obres sovint apareixen figures fantàstiques i mitològiques, acompanyades de construccions inspirades en l'arquitectura clàssica (que revelen sovint una obsessió amb la mort), creant un món estrany, de fantasia. Böcklin és conegut sobretot per les seves cinc versions de L'illa dels morts.

## Llegat

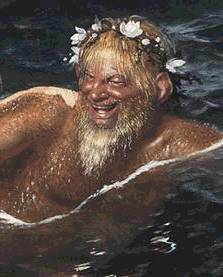
El joc de les ones (detall), 1883, oli sobre llenç, 180,3 x 237,5 cm, Neue Pinakothek de Múnic

Böcklin va exercir la seva influència sobre pintors surrealistes com Max Ernst i Salvador Dalí, i sobre Giorgio de Chirico. Otto Weisert va dissenyar un tipus de lletra art nouveau el 1904 i el va anomenar Arnold Böcklin en honor seu. El tipus de lletra Böcklin va ser, més tard, objecte d'apropiació pel moviment hippy i la seva influència pot veure's també en l'obra d'il·lustradors de la dècada de 1970 com Roger Dean. L'artista stuckista Paul Harvey també fa servir aquest tipus de lletra a la seva obra.
Les pintures de Böcklin, especialment L'illa dels morts, van inspirar diversos compositors romàntics. Rakhmàninov i Heinrich Schulz-Beuthen van compondre poemes simfònics inspirats per aquesta, i el 1913 Max Reger va compondre un conjunt de Quatre poemes simfònics segons Böcklin, dels quals el tercer moviment és L'illa dels morts (els altres són L'ermità tocant el violí, El joc de les ones i Bacanal).
Bona part de l'obra de Böcklin es conserva a Basilea i a Múnic, per bé que s'ha pogut admirar en nombroses exposicions tant monogràfiques com col·lectives arreu d'Europa (Museu d'Orsay, 2001-2002, Neue Pinakothek, exposició permanent, etc.). Tanmateix, sembla que, a Catalunya, l'obra de Böcklin formà part d'una exposició per primer cop l'any 2013, a la Fundació Joan Miró.